# 常凯
常凯（1964年8月—），男，安徽潜山人，中国半导体物理学家，现任中国科学院半导体研究所研究员，中国科学院院士。

## 生平
常凯1984年毕业于阜阳师范学院物理系。之后，他到北京师范大学求学，师从马本堃，1987年获物理学硕士学位，1996年获物理学博士学位。

## 奖项和榮譽
- 2004年，獲国家自然科学二等奖[1]
- 2013年，獲中国物理学会頒予黄昆固体物理和半导体物理科学奖[5]
- 2019年当选中国科学院数学物理学部院士[3]